# Mélissa Mayeux
Mélissa Mayeux  née le 2 novembre 1998 à Trappes en France, est une joueuse française de baseball qui évolue au poste  d'arrêt-court. Au niveau national, elle est la seule femme à évoluer en baseball, devenant la première femme à avoir disputé une compétition et remporté en 2014 le championnat de Division 2 avec l’équipe fédérale.
Le 21 juin 2015, elle devient  la première joueuse de l’histoire à être présélectionnée pour jouer dans le championnat le plus relevé du monde de la Ligue majeure de baseball .

## Biographie

### Cougars de Montigny-le-Bretonneux (2002 - 2013)
Mélissa Mayeux découvre à seulement 3 ans le baseball sous l'impulsion de son frère aîné, Dylan, âgé de seulement 2 ans de plus. Elle intègre le club franciliens des Cougars de Montigny-le-Bretonneux à l'âge de 4 ans. L'année suivante, âgée d'à peine cinq ans, elle remporte son premier tournoi avec Montigny. Elle y fait ses classes jusqu’à ses 15 ans avant de rejoindre le pôle France situé à Toulouse.

### Pôle Baseball France (2013 - 2016)
En rejoignant le pôle France, elle est la première joueuse à y être admise. Elle y intègre l'équipe jouant en 2e division du championnat de France, une première pour une femme. L'année suivante, son équipe est championne de Division 2 et Mélissa Mayeux devient aussi la première femme à remporter le titre.

### European Elite Camp (2015)
Le 21 juin 2015, elle devient à 16 ans, la première femme, toutes nationalités confondues, à être sélectionnée par la Major League Baseball pour l'European Elite Camp de Hoofddorp aux Pays-Bas qui se tient du 4 au 20 août 2015. Ainsi, elle peut être dans un avenir proche, potentiellement signée par l'une des franchises de la Major League Baseball .

### Montpellier Université Club Baseball (depuis 2016)
Le 27 mars 2016, elle devient la première femme à évoluer dans l'élite du baseball français, en intégrant l'équipe 1 du Montpellier Université Club Baseball lors de la première journée du championnat de France. Elle remporte son premier match face au French Cubs de Chartres 7 à 4 et 12 à 1.

### Miami Dade Sharks (2017 - 2019)
Devant l'impossibilité d'obtenir une bourse pour rejoindre une équipe de baseball américaine, Mélissa Mayeux fait le choix de d'opter pour le softball.
En 2017, elle rejoint le Miami Dade college, avec qui elle joue pendant deux saisons dans le cadre du championnat NJCAA. Elle est désignée meilleure joueuse de son équipe,. 

### Ragin' Cajuns Softball (depuis 2019)
En 2019, elle rejoint les Ragin' Cajuns, l'équipe de softball de l'université de Louisiane, basée à Lafayette aux États-Unis,. A cette occasion elle devient la deuxième française à évoluer en première division du championnat universitaire de softball après EloÏse Tribolet entre 2016 et 2018. En 2021, elle participe à la victoire de son équipe en Sun Belt Conference, notamment en réalisant un home-run à trois points en finale.

### Carrière internationale (depuis 2011)
Mélissa Mayeux connait sa première sélection nationale en 2011 dans l'équipe de France des moins de 12 ans. Il s'ensuit des sélections en moins de 15 ans en 2012 et 2013 et moins de 18 ans en 2014 et 2015.
À l'été 2015, elle devient la première joueuse à disputer le Championnat d'Europe de Baseball des moins de 18 ans à Ostrava en République tchèque où elle termine 4e, avant de rejoindre l'Équipe de France de Softball féminin pour le Championnat d'Europe Senior à Rosmalen aux Pays-Bas qui termine à la 9e place du classement.
Elle remporte le Championnat d'Europe de baseball féminin 2019 avec l'équipe de France de baseball féminin.

## Palmarès
- Avec Montpellier Université Club Baseball
  - Champion de France U18 (2016)

- Avec Montigny-le-Bretonneux
  - Champion de France benjamin (2003)
  - Vice-champion de France minime (2010)
  - Champion de France minime (2011)
  - Champion de France 15U (2012 et 2013)
  - Vice-champion de France 18U (2013)

- Avec l'Équipe Fédérale :
  - Champion de France de Division 2 (2014)

- Avec l'équipe de France de baseball féminin
  - Champion d'Europe 2019